# Erotica (dal)
Az Erotica című dal Madonna amerikai énekesnő-dalszerző első kimásolt kislemeze ötödik, Erotica című stúdióalbumáról. A dalt 1992. szeptember 29-én jelentette meg a Maverick Records. A dal később helyet kapott Madonna legnagyobb slágereit tartalmazó 2001-ben megjelent GHV2 című válogatásalbumán, valamint a 2009-es "Celebration" címűn is. A dalt Madonna, Shep Pettibone, és Anthony Shimkin írta. A producer Madonna és Pettibone voltak. Zenei szempontból az "Erotica" beszélt szöveget tartalmaz, melyben a Szadomazochizmusról beszél, "Ditta" álnevet használva. A dalban arra hívja szeretőjét, hogy legyen passzív, szeresse, és készteti arra, hogy tárja fel a fájdalom és öröm közötti határokat.
A dal a 13. helyen debütált a Billboard Hot 100-as kislemezlistán, és az egyik legnagyobb debütáló volt a slágerlista történetében, majd végül a 3. helyre került. Ezen kívül sikeres volt a dal a Hot Dance Club Play listán, ahol a legmagasabb helyezést érte el. Az "Erotica" nemzetközileg is sikeres volt, több országban, mint például Dániában, Finnországban, Új-Zélandon, Norvégiában, Portugáliában, Svédországban, és az Egyesült Királyságban. Olaszországban, és Görögországban az első helyezést érte el.
A dalhoz készült videót Fabien Baron divatfotós rendezte. A klipben Madonna álarcos dominaként szerepel, az énekesnő Sex book című könyvének készítésekor készült felvételekkel. A klipben feltűnik Naomi Campbell és Daddy Kane is a kamerák mögül. A videó rendkívül ellentmondásos volt, és az MTV csupán három alkalommal sugározta, mindezt este 10 óra után, miután végleg betiltották a sugárzását. A dalt Madonna összesen három turnéján mutatta be. Először a The Girlie Show-n 1993-ban, a Confessions Tour-on 2006-ban, illetve legutóbb 2012-ben a The MDNA Tour részeként. A dalt több művész is feldolgozta, és parodizálta.

## Előzmények és háttér

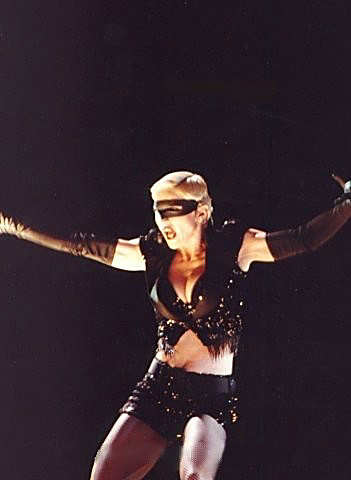
Madonna dominaként az "Erotica" előadása közben a The Girlie Show világturnén (1993)

1992-ben Madonna megalapította saját multimédiás szórakoztató cégét a Maverick-et, mely egy lemezkiadóból (Maverick Records), illetve egy filmgyártó cégből áll (Maverick Films), valamint társult zenei kiadói, televíziós műsorszóró, könyvkiadási és értékesítési részlegekből áll. A vállalkozás első két projektje az ötödik stúdióalbuma, az Erotica volt, illetve a Madonnát ábrázoló Sex című fényképalbum. Az albumot Madonna elsősorban Shep Pettibone producerrel hozta létre. Pettibone először az 1980-as években kezdett el együtt dolgozni Madonnával, és számos kislemezének remixét készítette el. Pettibone mellett André Betts producer is közreműködött, aki korábban a Justify My Love című dal társszerzője is volt, amely Madonna válogatás lemezén a The Immaculate Collection-on szerepelt. Madonna azt mondta, hogy érdekli a Pettibone és Betts közös munkája, mivel zenei stílusuk és zenei megközelítésük szempontjából a spektrum másik végéből származnak, azonban mindketten kapcsolódnak az utcához, és még mindig fiatalok és éhesek a zenére.
Pettibone szerint Madonna az Icon magazinban megjelent "Erotica Diaries" című cikkében arról írtak, hogy Pettibone négy dalt vett fel szalagra, melyet Madonna meghallgatott, mielőtt Chicagoba utazott volna, a "A League of Their Own" című filmforgatásra. A dalok tetszettek neki, majd a forgatás befejezése után Madonna New York-ban találkozott Pettibone-val, hogy 1991 novemberében elkezdjék a közös munkát. Az ütemtervük eleinte szórványos volt. Egy hétig voltak a stúdióban, aztán két héten át Steven Meisel-vel dolgozott a Sex könyvön. Időnként találkozott André Betts-szel is. Az első dal, melyet Madonna és Pettibone elkészített, az "Erotica" volt, aztán a Deeper and Deeper, és a Rain. Míg Madonna a dalszövegeken dolgozott, Pettibone a zenét írta. Pettibone emlékezett arra, hogy az énekesnő saját írásait saját történeteiből meríti, mert azok a dolgok, melyeket mondani akar a dalokban. Miközben az "Erotica" dal keverései zajlottak, a dal megjelent Madonna Sex könyvével együtt egy promóciós kislemezen. A könyvről Pettibone így emlékezett:

"Nagyszerű történetek voltak a könyvben – mondtam Madonnának, miért nem használja azokat a dalokban? Tudtam, hogy Madonna egy 1930-as évek-beli dominatrix-et keres az "Erotica" számára, de nem tudtam, mennyire hajlandó elmenni, mielőtt nem láttam a könyvet. ..Olyan történeteket tartalmazott, melyeket a titokzatos Dita készített. Madonna magához vette a könyvet, kiment a szobából, majd csak fél óra múlva tért vissza. A mikrofonhoz lépett, és nagyon száraz hangon kezdett el beszélni. – A nevem Dita – mondta, és ma este én leszek a szeretője. Tudtam, hogy az eredeti "Erotica" soha többé nem lesz ugyanaz, ami előtt, és nem is lett. A kórus és a dal teljesen megváltozott. A dal egész pszichéje szexisebbé vált, egy bizonyos pontnál. Úgy tűnt, hogy Dita hozta ki a legjobbakat belőle, járműként szolgálva az általa utazott veszélyes területeken. Madonna ezt a nevet használta, amikor a világ összes szállodájában tartózkodott., majd többé nem.

## Összetétel
Az "Erotica" című dalt Shep Pettibone, Anthony Shimkin írta, míg a produceri munkálatokat Madonna és Pettibone látták el. A dalban folytatódott Madonna erőteljes beszéde, mely korábban a "Justify My Love" című dalban is feltűnik. A dal hangmintái a Kool & the Gang "Jungle Bookie" című dalából származik, de felhasználták a libanoni énekes Fairuz "El Yom 'Ulliqa 'Ala Khashaba című dalának mintáit is. A felhasználás vitába torkollott, mivel az énekes azt állította, hogy a mintát az ő hozzájárulása nélkül használták fel. A dalban lévő "He was crucified today" dalszöveg, melyet arabul énekelnek, egy vallásos dalból származik, melyet hagyományosan Nagypénteken énekelnek. Ez alapján pert indítottak, amelyet sikerült bíróságon kívül rendezniük. A Musicnones.com által kiadott kották szerint a dal mérsékelt 120 BPM / perc ütemű, és F-sharp mollban íródott. Madonna énekhangja F # 3- tól A 4- ig terjed. Az egész dalban hallatszanak a csörgő és kürt riff hangok.
Sal Cinquemani a Slant magazintól a dalt egy Szadomazochizmus szerű dalnak nevezte. A dal egy hanglemez karc hanggal kezdődik, majd ezt követően Madonna azt mondja: "My name is Dita", és meghívja szeretőjét, hogy legyen passzív és gyerekes, miközben együtt imádkoznak, és arra készteti, hogy feltárja a fájdalom és öröm közötti határait. A dal "Mistress Dita" álneve, vamaint a szex általi tisztelgés Dita Parlo német színésznő előtt, aki ismert volt arról, hogy nem törődött azzal, amit az ember gondoltak. A dal olyan szuggesztív dalszövegekkel rendelkezik, mint például: "Will you let yourself go wild/Let my mouth go where it wants to". A Slant magazin szerint ezek a dalszövegek kísértetiesek, és agresszívek, mely a szex alapos feltárását írja le a csábítástól kezdve a betegségig. Egy hasonló dal szintén "Erotica" címmel jött létre az album felvétele során, melyet kizárólag az 1992-es "Szex" című könyv kíséretében adtak ki. A dal az "Erotica" lecsupaszított változata, mely olyan dalszövegeket is tartalmaz, melyek az eredeti dalban nem hangzanak el, mint például a "We could use the cage, I've got a lot of rope". George Claude Guilbert akadémikus az "Erotica" dalt egy keményebb Erotica verziónak nevezte.

## Kritikák

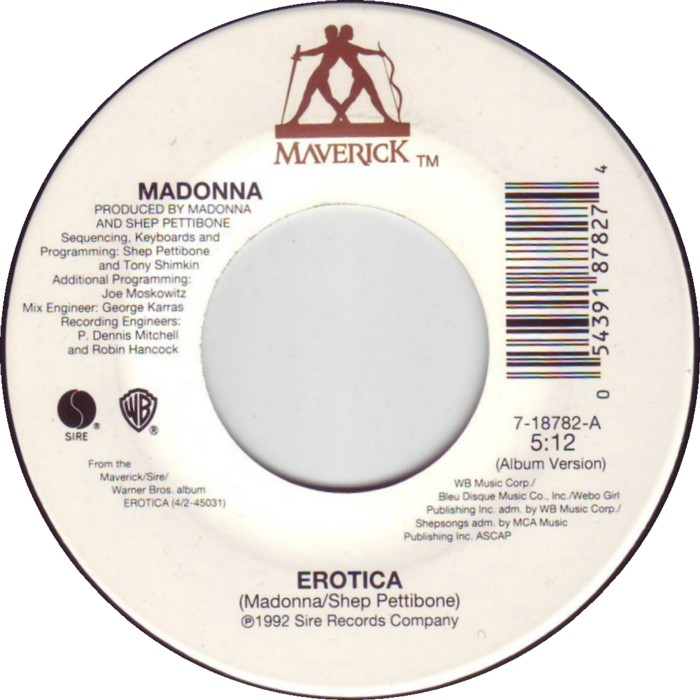
Madonna "Erotica" amerikai kislemez megjelenése

Az "Erotica" általában pozitív értékelést kapott a zenekritikusoktól. Stephen Thomas Erlewine AllMusic az album kiemelkedő dalaként említette az "Erotica"-t, melyet Madonna legjobb és legteljesebb zenéjének nevezte. A Rolling Stone magazintól Arion Berger azt írta: "Az Erotica [...] egy svédasztalos szexuális kísérletezés, mely a "Justify My Love" videóban kerül ábrázolásra. Az "Erotica" érzékenysége távolságra van a "Justify"-tól, mely melegséget áraszt a magánéletben és a romantikában. [...] Madonna "Erotica"-ját semmiképpen nem érdeklik az álmai, melyet "Vogue"-nak hívott, piszkos szavakkal, ahol minden valódi akció a táncparketten történik. Stephen Holden a The New York Times-től a dalt "ködös morgás"-nak nevezte, melyet Madonna a dal beszédes szakaszában használ, és amely dráma ellentétben áll Madonna korábbi kisgyerekes hangjával, melyet még mindig gyakran használ tini korára emlékeztetve. J. Randy Taraborrelli a Madonna: An Intimate Biography szerzője azt írta: " Az [Erotica] nem volt meglepetés senki számára sem, aki figyelmet fordított Madonna új zenéjére. Korábban megmutatta magát a Hanky Panky című dalban, amely a verésről szólt. [...] És ott volt a Justify My Love című kislemeze is" [...] Az "Erotica" volt a teljes zenei felfedezés, amelyben azt hittük, hogy Madonna szexuális valóságát tükrözi. Allen Metz és Carol Benson szerzők a "fogság frissítésének" nevezték a "Justify My Love" című óta. Matthew Jacobs a The Huffington Post-tól a dalt a 23. helyre helyezte saját "The Definitive Ranking Of Madonna Singles" listáján. Jacobs megjegyezte továbbá, hogy az "Erotica" és az azt kísérő album figyelemre méltó, mint az énekesnő innovációs korszaka.
A Gay Star News a 17. helyre helyezte a dalt saját "The Definitive Ranking of Madonna's Top 55 Songs" listáján. Joe Morgan szerző a dalt merésznek, szexisnek, és lelkesnek írta le. 2011-ben a Slant magazin az "Erotica" című dalt a 24. helyre rangsorolta saját "The 100 Best Singles of the 1990s" című listáján, kijelentve, hogy Madonna rekedt hangja a dalt egészében hatékonynak, a dalszövegeket pedig őszintének mutatja be. A magazin azt állítja, hogy a dal Madonna meghívásra egy táncra, olyan, mint egy baljós csúszó kígyó, amely egy furcsa díszes kehelyből mászik elő. A dal ritmusainak tervezése hipnotikus, és csábító, de egyben csalódott is. A dalt a Slant magazin a "100 Greatest Dance Songs" listáján is szerepeltette. Louis Virtel (The Blacklot) a dalt a 8. helyre sorolta a "The 100 Greatest Madonna Songs" listán, melyet egy forró tánc himnusz koszos hintájaként írt le. Madonna a dalban az "Erotica" kettős szerepet játszik, mint egy burleszk szeretője. Scott Kearnan a Boston.com-tól a dalt a 6. helyre helyezte a "30 Best Madonna Songs" listáján, kommentálva, hogy egyik híres popsztár sem volt ilyen szexuálisan transzgresszív azelőtt vagy azóta sem. Rihanna énekelt a Szadomazochizmus-ról a "My Little Pony" című dalban, de Madonna fájdalma, és öröme, hatalomra szorítkozik dalában. David Browne az Entertainment Weekly-től a negatívan értékelte a dalt, melyet depressziósan kísértetiesnek nevezte, mely a hideg dallamon keresztül a félelemig vezet. A My name is Dita beszéd körülbelül olyan szexi, mint egy epizód a Charie angyalaiból. Szintén negatív véleményt adott Jude Rodgers a The Guardian-ból, aki fura nemtelennek nevezte Madonna Sex korszakú dalait kritizálva annak sóhajait a dalban. Mindazonáltal a dalt a 68. helyre rangsorolta saját Madonna kislemezeinek listáján, Madonna 60. születésnapjának tiszteletére.

## Sikerek
A dal 1992. október 17-én debütált a Billboard Hot 100-as lista 13. helyén. A dal Mariah Carey "I'll be There" című dalával vetekedett, amely az 5. helyen debütált a kislemezlistán, mely a Billboard Hot 100 történetében a legmagasabban debütáló dal volt. Az "Erotica" végül 1992. október 24-én a 3. helyre került, és arany minősítéssel jutalmazta az RIAA az eladott 500.000 példányszám alapján 1992. december 10-én. A dal a 2. helyen debütált a Hot 100 Airplay listán is október 17-én. Kanadában a dal az RPM Top Singles lista 13. helyezettje volt az 1992. november 21-i héten. Ausztráliában a dal a 16. helyen debütált az október 25-i héten. A csúcs a 4. helyezés volt, összesen 11 hetet töltve a listán.
Az Egyesült Királyságban a dal a brit kislemezlista 11. helyén debütált az 1992. október 17-i héten, majd végül a 3. helyre került. Összesen 9 hétig volt jelen a listán. A kislemezből 2008 óta több mint 270.000 példányt adta el. Franciaországban a dal a SNEP kislemezlista 30. helyén debütált november 11-én, mielőtt a 23. lett volna. A dal kereskedelmi szempontból sikeres volt más országokban is, úgy mint Spanyolország, és Írország, valamint Svédország, ahol Top 10-es helyezett volt. Az "Erotica" felkerült az Europen Hot 100 Singles listára is, az 1992. október 23-i héten.

## Videóklip
Az "Erotica" zenei videót Fabien Baron divatfotós rendezte. A videóban Madonna maszkot visel, dominaként, és aranyfogakkal látható. A klip Madonna Sex című könyvének előkészítéséül is szolgált. A klip jeleneteiben Madonna egy idős ember ölében ül félmeztelenül, valamint Naomi Campbell modell is látható, ahogy Madonna megcsókolja, BDSM szerelésben, és látható ahogy meztelenül biciklizik. A videóban számos híresség is feltűnik, úgy mint Isabella Rossellini, Princess Tatiana von Fürstenberg, Helmut Berger és Big Daddy Kane is. A dal videóklipjét 1992 augusztusában forgatták, a New York-i The Kitchen-ben, míg a forgatásra a Hotel Chelsea-ban és a Times Square-n lévő Gaiety színházban került sor. A klip a régi házi videófelvételek hangulatát idézi, melyet egy super 8 mm-es filmfelvevővel készítettek. A klip világpremierje az MTV-n 1992. október 2-án volt, melynek megjelenése vitát váltott ki. Susan Bibisi a Los Angeles Daily News-től a dalt a szex virtuális reklámjának nevezte. Az Entertainment Tonight korábban arról számolt be, hogy Madonna maga kezdeményezte a videót körülvevő botrányokat, amikor Jean Paul Gaultier divatbemutatóján meztelen mellekkel sétált, és meztelenül pózolt a Vanity Fair magazinban. Richard Harrington a The Washington Post-tól ezt írta:

A videóban Madonna Dita Parlo-vá válik, egy meghatározhatatlan korú álarcosra, egy aranyfogakkal rendelkező dominává, aki készen áll arra, hogy segítsen átlépni az öröm és a fájdalom küszöbét, különböző dominatrix szerepben. A klipben lévő meztelen stoppos utcai jelenetet fekete-fehérben vették fel, melynek gyors vágásai megakadályozták, hogy a néző mindent lásson. 

A klip megjelenése után az MTV mindössze három alkalommal sugározta este 10 után, erős szexuális tartalma miatt, majd véglegesen levették a műsorról. Ez volt Madonna második videója a csatornán az 1990-es "Justify My Love" után amelyet betiltottak. Az MTV szóvívóje Linda Alexander azt mondta: "A videó témája egyértelműen a felnőtt közönségnek szól, Az általános nézőközönség számára nem megfelelő". Maga Madonna azt mondta,hogy megérti a csatorna elhatározását. "Az MTV hatalmas közönségnek sugároz, melyek között gyerekek is vannak, és az a téma, mely a videóban van, az nem gyermekeknek szól, tehát megértem, hogy azt mondják, hogy nem mutatják be".[...] A Rolling Stone magazintól Anthony DeCurtis azt mondta, hogy ez nagyjából normális Madonnára nézve, de még meddig tud tovább bányászni a szexualitásban? David Browne az Entertainment Weekly-től azt kérdezte: "Nem láttuk már ezeknek a dolgoknak a nagy részét korábban? Unalmas már ezzel foglalkozni" [...] Ezeknek a cselekedeteknek a mechanikája nem érzelmi, így nehéz azonosulni a karakterrel, vagy azzal törődni. A videót négy kategóriában is jelölték az 1993-as Billie Awards díjkiosztón. A klip a VH1 zenecsatorna "50 Sexiest Video Moments" (50 legszexisebb videó pillanat) listáján a 16. helyen szerepelt. A klipet kereskedelmileg cenzúrázták 2009-ben, így felkerült Madonna Celebration: The Video Collection című összeállítására is, miután korábban kihagyták azt a The Video Collection 93:99 klip válogatásból erős szexuális tartalma miatt.

## Élő előadások

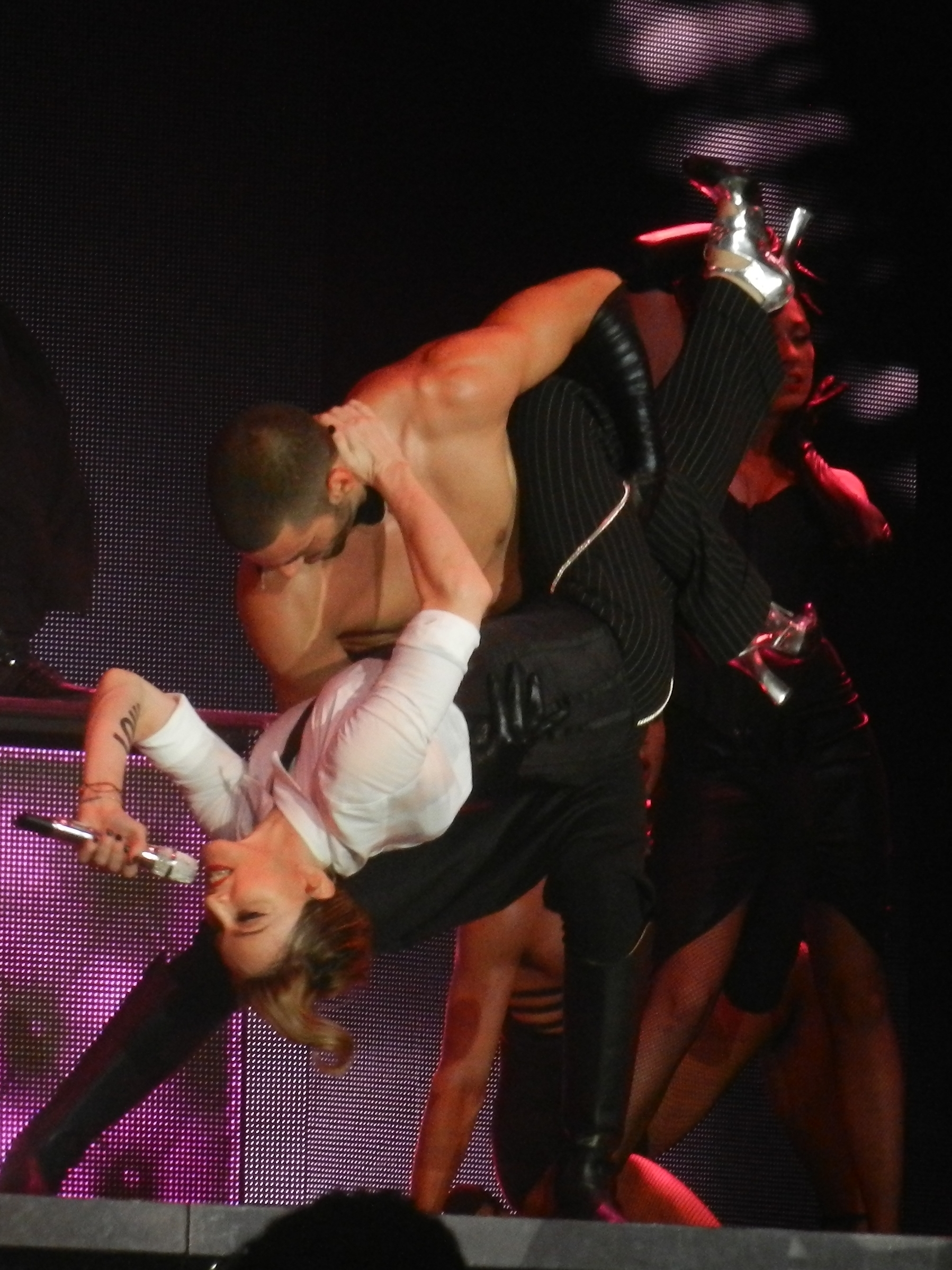
Madonna az Erotica/Candy Shop előadása közben a The MDNA Tour turnén 2012-ben.

Madonna először a dalt negyedik koncertturnéján, az 1993-as The Girlie Show elő dalaként adta elő. A show egy rúdtáncossal nyit, aki lecsúszott egy rúdról a színpadra. A táncos eltűnik, majd Madonna jelenik meg, mint domina a színpadon. Maszkban, flitteres fekete nadrágban, melltartóban, térdcsizmában, és lovagló pálcával a kezében. Az előadás közben a táncosok körülötte szuggesztíven pózoltak, és táncoltak. Az 1993. november 19-i Sydney Cricket Ground show előadása került rögzítésre, melyet VHS és Laserdisc lemezen jelentettek meg 1994. április 26-án, és adták ki The Girlie Show: Live Down Under címmel.
13 évvel később, 2006-ban Madonna a Confessions Tour részeként adta elő a dalt remixelt változatban. Az előadás során Madonna egy lila csíkokkal díszített fehér trikóba öltözött, melyet Jean-Paul Gaultier tervezett. A színpadon öt pár is jelen volt, akik a dalra táncoltak. A dalt újrakeverték, hogy további szövegeket tegyenek hozzá az eredeti demóból, amelyek nem szerepelnek a végleges változatban. A Slant magazintól Ed Gonzales az előadást úgy jellemezte, hogy olyan volt, mintha Stuart Prince "You Trhill Me" című dalát remixelték volna az "Erotica"-val. A dal disco stílusa megdönti a dalt, de megtartja szexuális vonzerejét, melynek koreográfiája eksztatikusnak hat. A dalt 2006. augusztus 15 és 16-án rögzítették Londonban, a Wembley Stadionban, mely szerepel Madonna 2007-ben megjelent The Confessions Tour című CD-jén, és DVD-jén egyaránt.
Madonna 2012-ben a The MDNA Tour részeként előadta a dal mashup változatát "The Erotic Candy Shop" címmel, mely az "Erotica" és az ő "Candy Shop" című dalából tevődik össze. A koncert elemzésekor Niv Ellis a The Jerusalem Post-tól pozitívan értékelte az előadást, melyre azt írta, hogy Madonna a legjobban szemlélteti azt a koncert alatt. A 2012. november 19-20-i előadások kerültek rögzítésre Miamiban, az American Airlines Arénában bemutatott előadás alkalmával, amely Madonna negyedik koncertalbumán, a The MDNA World Tour-on is szerepel.
A 2023-2024-es The Celebration Tour-on a dal boksz témát kapott. A színpadon egy lézerből készült gyűrű volt, míg Madonna – aki egy bokszoló köntös alá bújtatott ruhát húzott – a csillogó kesztyűt viselő, félmeztelen táncosok köré kavargott. Az előadás úgy ért véget, hogy az énekesnő egy vörös bársonyon önkielégítést végzett, mellette egy hozzá öltözött drag queen volt a Jean Paul Gaultier által tervezett aranyfűzővel az 1990-es Blond Ambition World Tour című turnéjáról. Mark Savage a BBC News-ból úgy tekintett a számra, mint zavaros kapcsolataira emlékeztetőül, mivel a háttérképernyők Madonna jelenlegi barátját, Josh Popper bokszedzőt ábrázolták.

## Feldolgozások és paródiák
1992-ben a Fox vígjáték sorozata a Living Color figurázta ki az "Erotica" videóját "Neurotica" címen. A The Edge show műsorában, mely szintén a Fox-on futott, Julie Brown szintén parodizálta a Sex könyvet és videót. Sandra Bernhard komikus a "Giving Til It Hurts" egyszemélyes show műsorában 1992 novemberben rövid hangot adott a "Neurotica"-ról, egy nőről, aki rögeszmésen takarítja a házát.
A Village Voice cikkírója Michael Musto említette a meztelen Jersey utcáin lévő stoppolós jelenetet az "Erotica" videóból, valamint a Sex könyvben megjelent erről készült fényképeket is, melyet az újság 5 dollárért adott el, amely a New York-i AIDS kutatásokat támogatta. A dal feldolgozása megjelent a 2000-ben megjelent Virgin Voices: A Tribute To Madonna Vol. 2. című válogatás albumon is. A dalt a Razed in Black vs. Tranmutator dolgozta fel. Az amerikai The Ringtones szintén feldolgozta a dalt 2011-ben, mely a Tribute to Madonna vol. 1. lemezen található. A dalt a The Khlone Orchestra is feldolgozta 2011-es Material Girls – A Tribute to Madonna című albumára. A The Sunset Lounge Orchestrea feldolgozása a csapat 2008-as Madonna Cool Down Experience Part 2. című albumukon szerepel. Az "Erotica" című dalt felhasználták Madonna rendezőként való debütálásának filmjében a Filth and Wisdom címűben.

## Számlista
| US 7" single, Cassette single / Japanese 3" CD single 1. "Erotica" (Album Version) — 5:17 2. "Erotica" (Instrumental) — 5:17 UK / European 7" single, Cassette single 1. "Erotica" (Album Edit) — 4:32 2. "Erotica" (Instrumental) — 5:17 US CD maxi-single 1. "Erotica" (Album Edit) — 4:32 2. "Erotica" (Kenlou B-Boy Mix) — 6:27 3. "Erotica" (WO 12") — 6:12 4. "Erotica" (Underground Club Mix) — 4:57 5. "Erotica" (Masters At Work Dub) — 4:57 6. "Erotica" (Jeep Beats) — 5:53 7. "Erotica" (Madonna's in My Jeep Mix) — 5:50 UK 12" vinyl, 12" Picture Disc / European 12" vinyl / CD single 1. "Erotica" (Album Version) — 5:17 2. "Erotica" (Instrumental) — 5:12 3. "Erotica" (Radio Edit) — 4:33 | US Cassette Maxi-single 1. "Erotica" (Kenlou B-Boy Mix) — 6:23 2. "Erotica" (Jeep Beats) — 5:48 3. "Erotica" (Madonna's In My Jeep Mix) — 5:46 4. "Erotica" (William Orbit 12") — 6:07 5. "Erotica" (Underground Club Mix) — 4:53 6. "Erotica" (Bass Hit Dub) — 4:47 European CD Maxi-single 1. "Erotica" (William Orbit 12") — 6:07 2. "Erotica" (Kenlou B-Boy Mix) — 6:25 3. "Erotica" (Underground Club Mix) — 4:53 4. "Erotica" (William Orbit Dub) — 4:53 5. "Erotica" (Madonna's In My Jeep Mix) — 5:46 Japanese CD EP 1. "Erotica" (Radio Edit) — 4:33 2. "Erotica" (Kenlou B-Boy Mix) — 6:25 3. "Erotica" (William Orbit 12) — 6:07 4. "Erotica" (Underground Club Mix) — 4:53 5. "Erotica" (Masters At Work Dub) — 4:51 6. "Erotica" (Jeep Beats) — 5:48 7. "Erotica" (Madonna's In My Jeep Mix) — 5:46 Sex CD promo single 1. "Erotic" — 5:20 |

## Közreműködő személyzet
- Madonna – ének , dalszerző , producer
- Shep Pettibone – dalszerző, producer, szekvenálás , billentyűs hangszerek, programok
- Anthony Shimkin – dalszerző, szekvenálás, billentyűs hangszerek, programok
- Joe Moskowitz – billentyűs hangszerek
- Dennis Mitchell – hangmérnök
- Robin Hancock – hangmérnök
- George Karras – mix

## Slágerlista
| Slágerlista (1992)                              | Legjobb helyezések |
| ----------------------------------------------- | ------------------ |
| Ausztrália (ARIA)                               | 4                  |
| Ausztria (Ö3 Austria Top 40)                    | 15                 |
| Belgium (Ultratop 50 Flanders)                  | 8                  |
| Kanada Top Singles (RPM)                        | 13                 |
| Denmark (IFPI)                                  | 6                  |
| Europe (European Hot 100 Singles)               | 1                  |
| Finland (IFPI)                                  | 2                  |
| Franciaország (Single Top 100)                  | 23                 |
| Németország (Media Control Charts)              | 13                 |
| Greece (IFPI)                                   | 1                  |
| Írország (IRMA)                                 | 4                  |
| Italy (Musica e dischi)                         | 1                  |
| Hollandia (Top 40)                              | 8                  |
| Hollandia (Single Top 100)                      | 10                 |
| Új-Zéland (Recorded Music NZ)                   | 3                  |
| Norvégia (VG-lista)                             | 2                  |
| Portugal (AFP)                                  | 2                  |
| Spain (AFYVE)                                   | 4                  |
| Svédország (Sverigetopplistan)                  | 3                  |
| Svájc (Schweizer Hitparade)                     | 8                  |
| Egyesült Királyság (UK Singles Chart)           | 3                  |
| US Billboard Hot 100                            | 3                  |
| US Hot Dance Club Songs (Billboard)             | 1                  |
| US Mainstream Top 40 (Billboard)                | 9                  |
| US Rhythmic (Billboard)                         | 5                  |
| US Bubbling Under R&B/Hip-Hop Songs (Billboard) | 16                 |
| Zimbabwe (ZIMA)                                 | 9                  |

| Slágerlista (1992)                   | Helyezés |
| ------------------------------------ | -------- |
| Australia (ARIA)                     | 54       |
| Belgium (Ultratop 50 Flanders)       | 90       |
| Europe (European Hot 100 Singles)    | 45       |
| Netherlands (Dutch Top 40)           | 95       |
| UK Singles (Official Charts Company) | 67       |

## Minősítések
| Ország                   | Minősítés | Eladás  |
| ------------------------ | --------- | ------- |
| Ausztrália (ARIA)        | arany     | 35.000  |
| Egyesült Államok (RIAA)  | arany     | 500.000 |
| Egyesült Királyság (BPI) | ezüst     | 270.800 |